# Заросле (Росія)
Заро́сле (рос. Зарослое) — село у складі Бердюзького району Тюменської області, Росія.
Населення — 465 осіб (2010, 502 у 2002).
Національний склад станом на 2002 рік:
- росіяни — 79 %